# Abdoh Besisi
Abdoh Besisi (en árabe: عبده بسيسي‎; Arabia Saudita; 11 de diciembre de 1977 – Arabia Saudita; 28 de febrero de 2023) fue un futbolista saudí que jugó en la posición de guardameta.

## Carrera

### Club
| Periodo   | Club             |
| --------- | ---------------- |
| 1996–2008 | Al-Ahli Saudi FC |
| 2008–2013 | Al-Ansar Medina  |
| 2013–2014 | Al-Orobah FC     |
| 2014–2019 | Ohod Club        |

## Logros
- Copa del Príncipe de la Corona Saudí (3): 1998, 2002, 2006-07
- Copa Federación de Arabia Saudita (3): 2001, 2002, 2007
- Liga de Campeones Árabe (1): 2002-03
- Copa de Clubes Campeones del Golfo (2): 2002, 2008